# Deutsche Vereinigung für Wasserwirtschaft, Abwasser und Abfall
Die Deutsche Vereinigung für Wasserwirtschaft, Abwasser und Abfall e. V. (DWA) befasst sich mit allen übergreifenden Wasserfragen. Sie setzt sich für die Entwicklung einer sicheren und nachhaltigen Wasserwirtschaft ein. Als politisch und wirtschaftlich unabhängige Organisation arbeitet sie fachlich auf den Gebieten Wasserwirtschaft, Abwasser, Abfall und Bodenschutz. Die DWA ist zugleich Regelsetzer und Bildungsträger. In Europa ist die DWA die mitgliederstärkste Vereinigung auf diesem Gebiet und nimmt durch ihre fachliche Kompetenz bezüglich Normung, Bildung und Information der Öffentlichkeit eine besondere Stellung ein. Die rund 14.000 Mitglieder repräsentieren Fachleute und Führungskräfte aus Kommunen, Hochschulen, Ingenieurbüros, Behörden und Unternehmen.

## Geschichte
Durch den Zusammenschluss der Abwassertechnischen Vereinigung e. V. (ATV) und des Deutschen Verbandes für Wasserwirtschaft und Kulturbau e. V. (DVWK) entstand am 1. Januar 2000 der zunächst ATV-DVWK abgekürzte Verein Deutsche Vereinigung für Wasserwirtschaft, Abwasser und Abfall e. V. 2004 gab er sich die Abkürzung DWA, da sie einprägsamer wirkte und sich einreihte in die Kurznamen der International Water Association IWA und European Water Association EWA. Schon die zusammengeschlossenen Vereine wirkten stark in der Entwicklung von Regeln für das jeweilige Fach mit und engagieren sich in der Fort- und Weiterbildung.

### Abwassertechnische Vereinigung
Die Abwassertechnische Vereinigung e. V. (ATV) wurde am 10. Mai 1948 gegründet. Ein Kernstück der Tätigkeit der ATV war die berufliche Bildung der Mitarbeiter an abwassertechnischen Anlagen, um diesen das nötige Wissen für eine ordnungsgemäße Bedienung der Anlagen zu vermitteln.
Die ATV organisierte vom 5. bis 9. September 1966 in München für den Weltverband die „Third International Conference on Water Pollution Research“ mit 1400 Teilnehmern aus 43 Ländern. Die Begleitausstellung mit 151 Ausstellern aus 10 Ländern war die Geburtsstunde der heutigen IFAT, der weltgrößten Umweltmesse. Dadurch ist die heutige DWA der älteste ideelle Träger der IFAT.
Ein weiteres Kernstück war das ATV-Regelwerk Abfall/Abwasser. Durch dieses Regelwerk wurden die Qualität der Planung, der Bau und der Betrieb von Abwasser- und Abfallanlagen stark verbessert. Den Ingenieuren wurden somit die Grundlagen gegeben, solche Anlagen effizient zu konzipieren und umzusetzen.

### Deutscher Verband für Wasserwirtschaft und Kulturbau
Der DVWK (Deutscher Verband für Wasserwirtschaft und Kulturbau e. V.) ist am 5. Oktober 1978 aus der Vereinigung der Verbände Kuratorium für Wasser und Kulturbauwesen (KWK) und dem Deutschen Verband für Wasserwirtschaft (DVWW) entstanden. Zweck des DVWK war eine Förderung der Landeskultur und Wahrung der Umweltbelange. Der DVWK gliederte sich zuletzt in fünf verschiedene Fachgremien:
- Wasserwirtschaft und Hydrologie
- Wasserbau und Hydraulik
- Grundwasser
- Wasser und Boden, Gewässerökologie
- Wassergefährdende Stoffe

## Aufgaben der DWA

### Regelwerk
Eine der wichtigsten Aufgaben der DWA ist die Erarbeitung und Aktualisierung eines technischen Regelwerks, die wesentlich durch ehrenamtlich tätige Fachleute bestimmt wird. Das DWA-Regelwerk  besteht aus Arbeits- und Merkblättern für die Bereiche Abwasser- und Abfalltechnik, Boden- und Gewässerschutz, Klimawandel, Wasserbau und Wasserwirtschaft. Das Regelwerk bildet den aktuellen Stand der Technik ab und bereitet zugleich Vorgaben des Gesetzgebers für die wasserwirtschaftliche Praxis auf. Es dient der Qualitätssicherung und ist Grundlage für die Aus- und Weiterbildung.
Die „Grundsätze für die Erarbeitung des DWA-Regelwerks“ sind im Arbeitsblatt DWA-A 400 zusammengefasst. Neben dem Regelwerk gibt die DWA noch Fachbücher, Broschüren und weitere Publikationen heraus.

### Normung
Die DWA arbeitet bei der Aufstellung fachspezifischer Normen auf nationaler und internationaler Ebene mit. Hierzu gehören nicht nur technisch-naturwissenschaftliche Themen, sondern auch die wirtschaftlichen und rechtlichen Belange des Umwelt- und Gewässerschutzes.

### Bildung
Die DWA veranstaltet jährlich (Stand 2016) rund 275 Tagungen, Seminare und Kurse und deckt damit circa 200 Themenbereiche ab. Die DWA ist zudem ideeller Träger der IFAT München, der größten Fachmesse für Umwelttechnologien. Auf fachbezogenen Messen im Ausland ist die DWA auch aktiv, darunter die IE expo, die IFAT India, die IFAT Eurasia und die IFAT Afrika. Sie schult rund 37.000 Bildungsinteressierte pro Jahr. Die DWA organisiert eintägige Seminare und mehrwöchige Veranstaltungen, auch berufsbildende Kurse (Fachkraft für Abwassertechnik, Abwassermeister) und Wochenkurse für das Betriebspersonal und für Ingenieure. Die DWA ist einer der führenden Bildungsanbieter in der Wasserwirtschaft.
Die DWA übernimmt auch Aufgaben im Auftrag anderer Organisationen, zum Beispiel der Deutschen Gesellschaft für Internationale Zusammenarbeit (GIZ).

### Kläranlagennachbarschaften
Kommunale Erfahrungsaustausche, internationale Angebote und Nachbarschaftsangebote ergänzen die Bildungsarbeit.
Im Rahmen der Fort- und Weiterbildung des Betriebspersonals organisiert die DWA Kläranlagennachbarschaften. Mit der Trägerschaft sind die regional zuständigen DWA-Landesverbände betraut.
Die Nachbarschaften sind regionale oder thematische Zusammenschlüsse von Betreibern wasser- und abfallwirtschaftlicher Anlagen bzw. von Gewässer-Unterhaltungspflichtigen. Gegenstand ist die berufliche Weiterbildung. Regelmäßige Treffen, sogenannte Nachbarschaftstage, informieren die Teilnehmer über aktuelle Entwicklungen. Im Mittelpunkt steht der Erfahrungsaustausch. Neben dem Wissensaustausch geht es auch darum, sich kennen zu lernen, um ein über den Nachbarschaftstag hinaus wirkendes Netzwerk zu schaffen. Ein wichtiges Ziel ist die gegenseitige Hilfe mit Rat und Tat vor Ort.
Mit der kontinuierlichen Fortbildung leistet die DWA in den Nachbarschaften einen Beitrag zur Förderung des Gewässerschutzes und der Gewässerentwicklung sowie zum fachgerechten und sicheren Anlagenbetrieb.

### Junge DWA
Fachleute bis einschließlich 35 haben ihr eigenes Netzwerk innerhalb der DWA. Die Junge DWA unterstützt Nachwuchskräfte bei der Ausbildung und beim Berufseinstieg durch spezielle Workshops, Hochschulaktionstage, ein Mentorenprogramm und regionale Stammtische. Um die Selbstorganisation zu fördern, können sich die rund 2.000 Jungmitglieder über die „Junge DWA-App“ austauschen.

### Zeitschriften
Die Verbandszeitschriften KA-Korrespondenz Abwasser und KW-Korrespondenz Wasserwirtschaft erscheinen monatlich und informieren die Fachwelt über Themen wie Entwässerungssysteme, kommunale und industrielle Abwässer, Wasserbewirtschaftung, Wasserbau und Wasserkraft. Vierteljährlich erscheint zudem das KA-Betriebs-Info für das Betriebspersonal und drei Mal im Jahr das KW-Gewässer-Info mit Inhalten zu Gewässerunterhaltung und Gewässerentwicklung.

### Bibliothek
Fachliteratur zu allen wasserwirtschaftlich relevanten Themen sammelt die DWA-Bibliothek. Darüber hinaus sind in der DWA-Literaturdatenbank zahlreiche Titel von Fachbüchern und Fachbeiträgen erfasst. Die bibliografischen Daten von Büchern, Schriftenreihen, Zeitschriftenartikeln, elektronischen Publikationen und sogenannter „Grauer Literatur“ können hier recherchiert werden.

## Weitere Tätigkeiten

### Auditierung
Zur Hochwasser- und Starkregenvorsorge bietet die DWA Kommunen und Verbänden die Möglichkeit, ihre strategischen Ziele zum Umgang mit Hochwassergefahren und Überschwemmungsrisiken zu überprüfen und extern bewerten zu lassen. Im DWA-AuditAuditierung werden geeignete Maßnahmen zur Beseitigung von Defiziten und damit zur Vermeidung oder Begrenzung von Schäden diskutiert.

### Technisches Sicherheitsmanagement
Betreiber von Abwasser- und Stauanlagen sowie Gewässerunterhaltspflichtige können mit dem Qualitätssiegel DWA-TSM ihr Technisches Sicherheitsmanagement (TSM) prüfen und zertifizieren lassen. Das TSM weist nach, dass Qualitäts- und Sicherheitsstandards beachtet und Vorschriften eingehalten werden.